# Эвертсен, Корнелис (младший)
Корнелис Эвертсен (младший) (нидерл. Cornelis Evertsen de Jongste; 16 ноября 1642, Флиссинген — 16 ноября 1706, Мидделбург) — голландский адмирал XVII столетия.

## Биография
Корнелис родился в Флиссингене в семье лейтенант-адмирала Корнелиса Эвертсена-старшего. Он был вторым сыном потомственного военного моряка. Он также являлся племянником лейтенант-адмирала Йохана Эвертсена и двоюродным братом его младшего сына, вице-адмирала Корнелиса Эвертсена-среднего, с которым его часто путают. Корнелис имел прозвище дьявол («Little Cornelis the Devil») из-за сварливого и вспыльчивого характера, который он унаследовал от своего отца.

### Вторая англо-голландская война
Уже в возрасте десяти лет, в 1652 году, Корнелис плавает на корабле отца. Спустя три года он был официально зачислен на военно-морскую службу с жалованьем десять гульденов в месяц. В 1661 году он занял пост второго шкипера на флагманском корабле отца.
Он был корсаром в 1665 году во время Второй англо-голландской войны и попал в плен к англичанам 15 апреля этого же года, когда его силы, состоявшие из двух кораблей, были разбиты тремя английскими судами. Его команда была вынуждена физически удержать его от подрыва собственного корабля, 32-пушечного «Эендрагта». Из-за своих знаменитых отца и дяди им интересовался сам король. Во время допроса брат короля, лорд-адмирал Джеймс Стюарт, герцог Йоркский, обратил внимание на дыру от пули в верхней части шляпы Корнелиса, прося его извинить англичан за испорченную одежду. Корнелис угрюмо ответил, что он гордится этой дырой, но предпочёл бы иметь её немного ниже, чтобы не попасть в плен.
После своего возвращения в 1665 году Корнелис сражался в Лоустофтском сражении; в июле он стал капитаном Адмиралтейства Зеландии. В 1666 году Корнелис был капитаном на флагманском корабле отца Валькирия во время Четырёхдневного сражения. Первой ночью битвы он стал свидетелем гибели отца: лейтенант-адмирал был разорван надвое последним выстрелом ускользающего «Генри». Он также участвовал в Сражении в день Святого Иакова, где был убит его дядя.

### Третья англо-голландская война
В марте 1672 года, как раз перед Третьей англо-голландской войной, Корнелис отразил вероломное нападение англичан на торговый флот, возвращавшийся из Смирны. В сражении при Солебее он командовал Званенбургом (44 пушки).
В 1673 году, вместе с Якобом Бинкесом, он отвоевал Новые Нидерланды, включая Новый Амстердам, будучи вице-адмиралом флота Голландской Вест-Индской компании, Званенбург на тот момент всё ещё оставался его флагманским кораблём. Когда он вернулся в июле 1674 года, его обвинили в самоуправстве, поскольку правительство Зеландии было недовольно его завоеваниями; его первоначальным заданием было завоевать остров Святой Елены и Кайенну.

### Контр-адмирал Зеландии
В январе 1675 году Корнелис становится контр-адмиралом Зеландии. В 1677 году он командует морской блокадой дюнкеркских пиратов, которые служили королю Франции. 20 сентября 1679 года он заместил своего покойного кузена Корнелиса Эвертсена-среднего на посту вице-адмирала Зеландии; 1 апреля 1684 года он становится лейтенант-адмиралом Зеландии и верховным главнокомандующим объединённого голландского флота, сменив Корнелиса Тромпа.
В 1688 году он командовал авангардом флота при вторжении штатгальтера Вильгельма III во время Славной Революции.
В 1690 году Корнелис командовал авангардом союзного флота в сражении при Бичи-Хед. Недостаточно поддержанный англичанами, он встретился с большими трудностями против гораздо более сильного противника; он спас свою эскадру, обманув французов внезапным якорением, будучи под полными парусами, в результате флот противника был унесён приливным течением.
В том же году он был замещён Тромпом, который вскоре умер и был замещён Альмондом.
Корнелис, уже никогда более не командовавший флотом после 1690 года, умер в 1706 году и был похоронен в Мидделбурге рядом с отцом и дядей. Его сменил на посту лейтенант-адмирала Зеландии его младший брат Гелейн Эвертсен.

## Личная жизнь
Корнелис никогда не был женат, неизвестно даже, были ли у него вообще отношения с женщинами. Однако известно о его очень близкой дружбе с Вильгельмом III. Предполагают, что он был одним из любовников штатгальтера.